# Commission des péages
La commission des péages, créée en France par un décret du 29 août 1724, est chargée de contrôler la validité de tous les droits et péages sur les routes et les rivières navigables.
Son champ d'action s'étend ensuite également aux octrois, aux droits perçus par les moulins et à tous les droits de passage (bacs des rivières).
Elle sera supprimée en 1790.